# Тейт, Соня
Соня Тейт (англ. Sonja Tate; родилась 7 сентября 1971 года в Уэст-Мемфисе, штат Арканзас, США) — американская профессиональная баскетболистка, выступала в женской национальной баскетбольной ассоциации. Была выбрана на драфте ВНБА 1999 года в четвёртом раунде под общим 43-м номером командой «Миннесота Линкс». Играла на позиции разыгрывающего защитника. После окончания спортивной карьеры возглавила тренерский штаб школьной команды «Хаф Хаскис». В данное время является главным тренером студенческой команды «ASU Мид-Саут Леди Грейхаундс».

## Ранние годы
Соня Тейт родилась 7 сентября 1971 года в городе Уэст-Мемфис (Арканзас), училась там же в одноимённой средней школе, в которой выступала за местную баскетбольную команду.